# Kronike Times Squarea
Kronike Times Squarea (eng. The Deuce) je američka dramska televizijska serija radnjom smještena u i oko Times Squarea u New York Cityju ranih 70-ih godina 20. stoljeća. Kreatori serije su književnik i bivši novinar David Simon te njegov česti suradnik George Pelecanos, a pilot epizoda serije počela se snimati u listopadu 2015. godine. U siječnju 2016. godine televizijska mreža HBO otkupila je prava za prikazivanje serije. Prva sezona sastoji se od osam epizoda. Pilot epizoda postala je dostupna od 25. kolovoza 2017. godine preko HBO-ovih kabelskih servisa, a na televizijskom programu serija se započela emitirati 10. rujna u SAD-u odnosno 11. rujna u Hrvatskoj, na domaćoj inačici HBO-ovog kanala.
Radnja serije Kronike Times Squarea prati legalizaciju i nagli uzlet pornografske industrije u New Yorku početkom 70-ih godina 20. stoljeća. U svojim se epizodama serija bavi temama nasilja prouzrokovanim konzumiranjem droge te preprodajom nekretnina i uhićenja koji su povezani s društvenim promjenama tog vremena u američkom društvu. Originalni naslov serije (The Deuce) proizlazi iz nadimka za 42. ulicu koja se nalazi između sedme i osme avenije.
Dana 19. rujna 2017. kompanija HBO službeno je obnovila seriju za drugu sezonu.

## Premisa serije
U New Yorku nasilje prouzrokovano konzumiranjem droge sve je gore. Braća blizanci, Vincent i Frankie Martino, počinju raditi za mafiju na Times Squareu, mjestu koje je također dom i "Candy", prostitutki koja se želi maknuti s ulice i priključiti sve više rastućoj (a sada i legalnoj) pornografskoj industriji. 

## Koncepcija serije
Marc Henry Johnson, asistent menadžera za lokacije na seriji Treme, upoznao je Simona i Pelecanosa s čovjekom iz New Yorka koji im je ispričao nekoliko zanimljivih događaja iz vremena dok je radio za mafiju i vodio barove i salone za masažu na Manhattanu tijekom 70-ih godina 20. stoljeća. Pelecanos je u jednom intervjuu izjavio: "Likovi su bili karakterno nevjerojatno bogati, a na kraju se sve svodi upravo na to". Inspirirani upravo tim pričama, producenti su krenuli u razradu izmišljenih događaja vezanih za navedeno razdoblje. Simon izjavljuje: "Neke stvari u seriji su se dogodile, neke se nisu dogodile. Neke su se možda dogodile. Ali sve su se mogle dogoditi".

## Glumačka postava
Bilo mi je izuzetno važno da nikad ne snimamo na način koji nije stvaran. Kada stavite kameru pred dvoje ljudi koji se seksaju, nigdje ne piše da će to automatski izgledati lijepo i romantično.... Ponekad ljepota postoji i u ružnoći koju donosi istina. Mišljenja sam da kada nešto prikazuješ na stvaran i autentičan način, upravo je ta iskrenost ono iz čega proizlazi ljepota.   — Redateljica pilot epizode serije Kronike Times Squarea, Michelle MacLaren, The Ringer 6. rujna 2017.

### Glavni likovi
- James Franco kao Vincent Martino i Frankie Martino - braća blizanci koji rade za mafiju na Times Squareu.[1]
- Maggie Gyllenhaal kao Eileen "Candy" Merrell - ulična prostitutka na Times Squareu poduzetničkog duha koju rastuća pornografska industrija započne izrazito privlačiti.[10]
- Gbenga Akinnagbe kao Larry Brown - agresivan i zahtjevan svodnik koji fizički straši djevojke koje rade za njega, ali koji također ima i trenutaka koji otkrivaju njegovu humanost.[11]
- Chris Bauer kao Bobby Dwyer - šogor Vincenta i Frankieja, obiteljski čovjek kojemu se sve više počinje sviđati rad na Times Squareu.[11]
- Gary Carr kao C.C. - susretljiv, ali nemilosrdan svodnik.[4]
- Chris Coy kao Paul Hendrickson - prijatelj Vincenta Martina i veteran barmen koji traži svoje mjesto pod suncem u homoseksualnoj, lezbijskoj, biseksualnoj i transvestitskoj zajednici New Yorka 70-ih.[12]
- Dominique Fishback kao Darlene - mlada i simpatična prostitutka koja pokušava preživjeti na ulicama pod konstantnim nadzorom svog promjenjivog i nasilnog svodnika.[13]
- Lawrence Gilliard Jr. kao Chris Alston - policajac NYPD-a.[13]
- Margarita Levieva kao Abigail "Abby" Parker - mlada studentica avanturističkog duha koja napušta sveučilište i zapošljava se u Vincentovom baru s kojim ulazi u vezu.[13]
- Emily Meade kao Lori - mlada djevojka koja je tek stigla u New York iz Minnesote.[1]
- Natalie Paul kao Sandra Washington - ambiciozna novinarka koja započne istraživati seks industriju Times Squarea.[14]
- Michael Rispoli kao Rudy Pipilo - član obitelji Gambino koji nadzire financijske interese mafije u seks industriji.[14]

### Sporedni likovi
- Pernell Walker kao Ruby "Thunder Thighs" - prostitutka jasnog stava koja ne želi izazvati senzacionalizam, već naporno radi kako bi preživjela.[15]
- Method Man kao Rodney - svodnik.
- Tariq Trotter kao Reggie Love - svodnik.
- Daniel Sauli kao Tommy Longo.
- David Krumholtz kao Harvey Wasserman - redatelj pornografskih filmova.[16]
- Don Harvey kao Danny Flanagan - policajac NYPD-a.[4]
- Mustafa Shakir kao Big Mike - čovjek koji ne priča puno, nabildani usamljenik koji postaje Vincentov izbacivač u baru i odani prijatelj.[12]
- Anwan Glover kao Leon - voditelj zalogajnice u kojoj glavni likovi često obitavaju.[1]
- Jamie Neumann kao Ashley - prostitutka koja radi za C.C.-a.[4]
- Zoe Kazan kao Andrea Martino - Vincentova supruga.[17]
- James Ciccone kao Carmine Patriccia - jedan od članova mafije koji vodi klub u kvartu Little Italy.
- Garry Pastore kao Matthew Ianniello - mafijaški šef obitelji Genovese koji je tijekom 70-ih i 80-ih vodio pornografsku industriju na Times Squareu.
- Carolyn Mignini kao Joan Merrell - majka od Candy koja živi u predgrađu.
- Finn Robbins kao Adam - sin od Candy koji živi s njezinom majkom.
- Gino Vento kao Carlos - vozač i tjelohranitelj mafijašu Rudyju Pipilu.
- Aaron Dean Eisenberg kao Todd Lang - učeni glumac s malo uspjeha u poslu. Kako bi preživio, odluči glumiti u nekoliko pornografskih filmova te se tamo ubrzo udomaći.

## Epizode
| Broj epizode | Naslov epizode       | Redatelj          | Scenaristi                                  | Originalno emitiranje |
| ------------ | -------------------- | ----------------- | ------------------------------------------- | --------------------- |
| 1            | Pilot                | Michelle MacLaren | David Simon, George Pelecanos               | 10. rujna 2017.       |
| 2            | Show and Prove       | Ernest Dickerson  | Richard Price, George Pelecanos             | 17. rujna 2017.       |
| 3            | The Principle Is All | James Franco      | David Simon, Richard Price                  | 24. rujna 2017.       |
| 4            | I See Money          | Alex Hall         | George Pelecanos, Lisa Lutz                 | 1. listopada 2017.    |
| 5            | What Kind of Bad?    | Uta Briesewitz    | Richard Price, Will Ralston, Chris Yakaitis | 8. listopada 2017.    |
| 6            | Why Me?              | Roxann Dawson     | Richard Price, Marc Henry Johnson           | 15. listopada 2017.   |
| 7            | Au Reservoir         | James Franco      | David Simon, Megan Abbott                   | 22. listopada 2017.   |
| 8            | My Name Is Ruby      | Michelle MacLaren | David Simon, George Pelecanos               | 29. listopada 2017.   |

## Priznanja

### Kritike
Serija Kronike Times Squarea dobro je prihvaćena od strane kritike. Na popularnoj internetskoj stranici Rotten Tomatoes koja se bavi prikupljanjem filmskih kritika, serija ima 93% pozitivnih ocjena uz prosječnu ocjenu 8.66/10 temeljenu na 72 zaprimljena teksta. Generalno mišljenje kritičara te stranice je: "Serija Kronike Times Squarea ponovno pokazuje Simonovo majstorsko shvaćanje urbanog svijeta, dok istovremeno nikad ne gubi na jačini svojih kompleksnih likova". Na drugoj stranici koja se također bavi prikupljanjem kritika (Metacritic), serija ima prosječnu ocjenu 86/100 temeljenu na 34 kritike.
Daniel Fienberg iz Hollywood Reportera dao je seriji izrazito pozitivnu kritiku posebnu hvaleći glumački ansambl i istaknuvši: "Simon i Pelecanos tek započinju s mašinerijom u ovih prvih osam epizoda. Kao uvod, prva sezona je autonomna, provokativna i zabavna". Charles Bramesco iz The Guardiana u svojoj je kritici seriji dao pet zvjezdica i napisao: "Simon je stvorio svoj najpristupačniji rad do sada, a to je učinio bez da je morao žrtvovati svoje uobičajene scenarističke ambicije kada je u pitanju kritika društva".

### Gledanost
U svom prvom emitiranju na HBO-u prvu epizodu gledalo je 830 tisuća ljudi, a dodatnih 342 tisuće pogledalo ju je u repriznom emitiranju dana 10. rujna 2017. godine. Pilot epizoda postala je dostupna još od 25. kolovoza preko HBO-ovih kabelskih kanala (video on demand), a tada ju je pogledalo 1,1 milijun gledatelj. Svekupuno na svim platformama pilot epizodu vidjelo je 2,2 milijuna ljudi.

## Vanjske poveznice
- Kronike Times Squarea u internetskoj bazi filmova IMDb-a